# トヨタL&F中部
トヨタL&F中部株式会社（トヨタエルアンドエフちゅうぶ、英: TOYOTA L&F CHUBU  Co,.Ltd）は、トヨタL&Fカンパニー製品の東海三県における販売店であり、ATグループの1社である。
なお前身は、中部トヨタリフト。2010年（平成22年）に設立50周年を迎えた。

## 沿革
- 1960年（昭和35年）8月15日 - 「中部トヨタリフト株式会社」として設立。
- 1998年（平成10年）10月 - 「トヨタエルアンドエフ中部株式会社」に商号を変更。
- 2010年（平成22年）10月 - 「トヨタL&F中部株式会社」に商号を変更。

## 主な取扱商品
以下はトヨタL&Fカンパニー製（株）豊田自動織機である。
- フォークリフト
- ショベルローダー
- トーイングトラクター
- 高所作業車
- ハイスイーパー（床面清掃機)
- ハイウォッシャー（床面洗浄機）
- 物流システム
- 保管機器商品
- 物流機器
- 環境機器

※ この他にもさまざまなメーカーの商品を取り扱っている。

## 営業所
東海三県下をカバーしている。
愛知県
- 高辻営業所（名古屋市昭和区）
- 名港営業所（海部郡飛島村）
- 東海営業所（東海市）
- 知多営業所（常滑市）
- 尾張旭営業所（尾張旭市）
- 北名古屋営業所（北名古屋市）
- 小牧営業所（小牧市）
- 三好営業所（みよし市）
- 豊田営業所（豊田市）
- 刈谷営業所（刈谷市）
- 西尾営業所（西尾市）
- 岡崎営業所（岡崎市）
- 豊橋営業所（豊橋市）

岐阜県
- 岐阜営業所（岐阜市）
- 大垣営業所（大垣市）
- 美濃加茂営業所（美濃加茂市）
- 多治見営業所（多治見市）
- 恵那営業所（恵那市）
- 高山営業所（高山市）

三重県
- 四日市営業所（四日市市）
- 松阪営業所（松阪市）
- 亀山営業所（亀山市）
- 伊賀営業所（伊賀市）
- 尾鷲営業所（尾鷲市）

物流システム部
- 名古屋営業所（名古屋市昭和区）
- 三河営業所（岡崎市）

その他
- BU[1]センター（海部郡飛島村）
- PB[2]エコセンター（半田市）
- バッテリーサービスセンター（小牧市）
- 小牧リフォークセンター（小牧市）
- 三好リフォークセンター（みよし市）
- 西尾リフォークセンター（西尾市）
- 美濃加茂リフォークセンター（美濃加茂市）
- 四日市リフォークセンター（四日市市）